# Castelo de Brougham

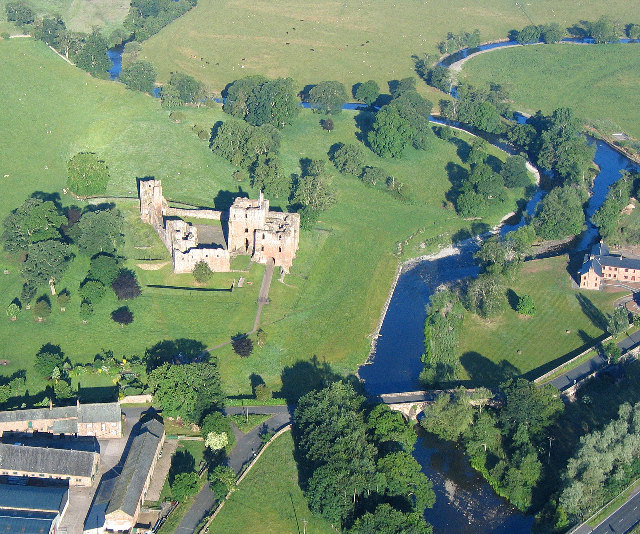
Brougham Castle.

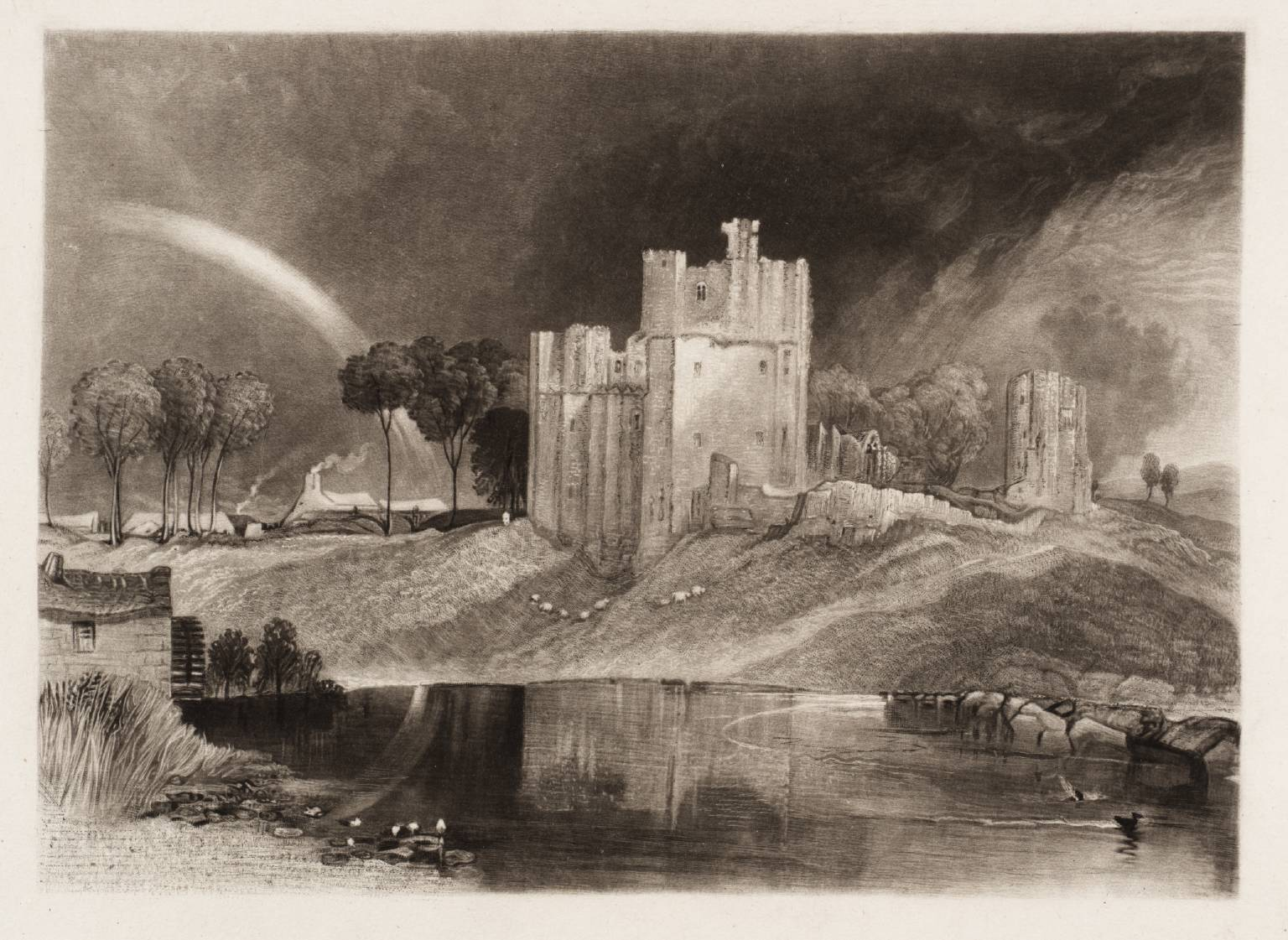
Brougham Castle (Gravura, J. M. W. Turner, 1825).

O Castelo de Brougham localiza-se a cerca de 2 milhas a sudeste da cidade de Penrith, na Cumbria, na Inglaterra.

## História
O castelo foi erguido no início do século XIII por Robert de Vieuxpont (ou Vipont), perto do sítio de um antigo castro romano que guarnecia a travessia do rio Eamont.
Em 1268 o castelo tinha passado para a família Clifford. Robert Clifford foi um personagem de destaque nas Guerras Escocesas, iniciadas em 1296, tendo sido responsável por muitas obras em Brougham para reforçar as defesas, exemplo seguido pelos seus sucessores.
À época da Guerra civil inglesa o conjunto estava em más condições. Em 1643 Lady Anne Clifford herdou o castelo, tendo-o restaurado como uma residência. Nele veio a falecer em 1676, vindo o imóvel a tornar-se propriedade do conde de Thanet. Como este não se interessou por todos os castelos que herdou, tendo optado por concentrar-se no Castelo de Appleby, o castelo de Brougham rapidamente caiu em ruínas.
O castelo é o tema de uma gravura notável, de autoria de William Say, sobre ilustração de J. M. W. Turner, em 1825.